# Ilhas Lavezzi
As ilhas Lavezzi (em francês:  Îles Lavezzi, em corso, Isuli Lavezzi) são um grupo de ilhas no mar Mediterrâneo, composto por cerca de uma centena de pequenos ilhéus graníticos no estreito de Bonifácio, entre a Córsega e a Sardenha, a cerca de 10 km a sul da cidade francesa de Bonifacio. O conjunto compreende uma área total de 1,91 km² para uma área marítima de 51,23 km² (5 123 hectares), com uma altitude máxima de 50 m. A maioria dos ilhéus é pertentencente à França havendo apenas alguns da Itália.
As principais ilhas são Porraggia, Ratino, Piana, Cavallo (a única habitada) e Lavezzo (com um farol), e ainda o grupo de ilhas Sperduto.
É uma região protegida pela França e catalogada como reserva natural desde 1982, a Réserve naturelle des îles Lavezzi. Desde dezembro de 1999, forma parte da mais vasta Réserve naturelle des Bouches de Bonifacio.
O ponto mais meridional destas ilhas é também o ponto mais meridional da França metropolitana.